# Bisetocreagris annamensis
Espèce
Synonymes
- Microcreagris annamensis Beier, 1951

Bisetocreagris annamensis est une espèce de pseudoscorpions de la famille des Neobisiidae.

## Distribution
Cette espèce se rencontre au Viêt Nam, en Thaïlande et en Chine.

## Systématique et taxinomie
Cette espèce a été décrite sous le protonyme Microcreagris annamensis par Beier en 1951. Elle est placée dans le genre Bisetocreagris par Ćurčić en 1983.

## Publication originale
- Beier, 1951 : Die Pseudoscorpione Indochinas. Mémoires du Muséum National d'Histoire Naturelle, Paris, nouvelle série, vol. 1, p. 47-123.